# Mistrovství Českého svazu fotbalového 1920
Il Mistrovství Českého svazu fotbalového 1920, settima edizione del torneo, vide il successo dell'AC Sparta.

## Classifica
|    | Classifica        | G  | V  | N | P | GF | GS | DR  | Pti |
| -- | ----------------- | -- | -- | - | - | -- | -- | --- | --- |
| 1  | Sparta            | 11 | 11 | 0 | 0 | 37 | 6  | +31 | 22  |
| 2  | Vršovice          | 11 | 6  | 3 | 2 | 20 | 14 | +6  | 15  |
| 3  | Viktoria Žižkov   | 11 | 6  | 2 | 3 | 21 | 11 | +10 | 14  |
| 4  | Sparta Kladno     | 11 | 7  | 0 | 4 | 27 | 24 | +3  | 14  |
| 5  | Union Žižkov      | 11 | 5  | 4 | 2 | 15 | 10 | +5  | 14  |
| 6  | Slavia Praga      | 11 | 5  | 1 | 5 | 35 | 17 | +18 | 11  |
| 7  | Kladno            | 11 | 4  | 3 | 4 | 27 | 27 | 0   | 11  |
| 8  | Meteor Vinohrady  | 11 | 3  | 3 | 5 | 16 | 20 | -4  | 9   |
| 9  | Meteor Praga VIII | 11 | 3  | 2 | 6 | 18 | 30 | -12 | 8   |
| 10 | Olympia Praga VII | 11 | 3  | 1 | 7 | 11 | 18 | -7  | 7   |
| 11 | ČAFC Vinohrady    | 11 | 1  | 3 | 7 | 10 | 27 | -17 | 5   |
| 12 | Libeň             | 11 | 0  | 2 | 9 | 7  | 42 | -35 | 2   |

## Statistiche e record

### Record
- Maggior numero di vittorie:  Sparta (11)
- Minor numero di sconfitte:  Sparta (0)
- Migliore attacco:  Sparta (37 gol fatti)
- Miglior difesa:  Sparta (6 gol subiti)
- Miglior differenza reti:  Sparta (+31)
- Maggior numero di pareggi:  Union Žižkov (4)
- Minor numero di pareggi:  Sparta e Sparta Kladno (0)
- Minor numero di vittorie:   Libeň (0)
- Maggior numero di sconfitte:  Libeň (9)
- Peggiore attacco:  Libeň (7 gol fatti)
- Peggior difesa:  Libeň (42 gol subiti)
- Peggior differenza reti:  Libeň (-35)